# Chodská Lhota
Chodská Lhota (niem. Melhut) – wieś i gmina w Czechach, w powiecie Domažlice, w kraju pilzneńskim. Według danych z dnia 1 stycznia 2013 liczyła 433 mieszkańców.
W miejscowości jest przystanek kolejowy Chodská Lhota.